# Kittitach Prachantasi
Kittitach Prachantasi (thailändisch กิตติธัช ปะจันทาสี, * 3. Januar 1992 in Phayao) ist ein thailändisch-schweizerischer Fußballspieler.

## Karriere
Kittitach Prachantasi erlernte das Fußballspielen in der Mannschaft der JMG Academy in Chonburi sowie in der Jugendmannschaft vom BEC Tero Sasana FC. Hier unterschrieb er 2010 auch seinen ersten Vertrag. Der Verein aus der thailändischen Hauptstadt Bangkok spielte in der höchsten Liga des Landes, der Thai Premier League. 2011 wechselte er zum Phayao FC. Mit dem Verein aus Phayao spielte er in der dritten Liga, der damaligen Regional League Division 2. Hier trat Phayao in der Northern Region an. Nach einem Jahr verpflichtete ihn der Erstligist Chiangrai United aus Chiangrai. Für Chiangrai absolvierte er 15 Erstligaspiele. Die Saison 2016 wurde er an den Drittligisten Roi Et United nach Roi Et ausgeliehen. Roi Et trat in der North/Eastern Region an. Ende 2016 wurde sein Vertrag in Chiangrai nicht verlängert.
Seit dem 1. Januar 2017 ist er vertrags- und vereinslos.